# Haplochromis chrysogynaion
Haplochromis chrysogynaion är en fiskart som beskrevs av Van Oijen, 1991. Haplochromis chrysogynaion ingår i släktet Haplochromis och familjen Cichlidae. IUCN kategoriserar arten globalt som otillräckligt studerad. Inga underarter finns listade i Catalogue of Life.